# Tex-mex (musique)
Pour les articles homonymes, voir Tex-mex.
Genres associés
Kachaka pirú

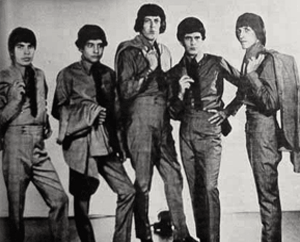
Le Sir Douglas Quintet en 1966, un des premiers groupes de rock Tex-Mex.

Le tex-mex est un genre musical ayant émergé au XXe siècle aux États-Unis et au Mexique. Le concept « tex-mex » est une étiquette, forgée par l'industrie musicale sur le modèle de la cuisine tex-mex, pendant les années 1970, pour désigner la musique folk et pop créée par les populations de langue espagnole du Texas, du Nouveau-Mexique, de l'Arizona et, dans une certaine mesure, de Californie, qui ont gardé un lien avec la culture mexicaine. 
Elle recouvre de manière maladroite le concept de « musicà tejana » (ou musique tejano) qui englobe l'ensemble des musiques régionales produites par les populations de langue espagnole et de culture d'origine mexicaine du Texas.

## Caractéristiques
Aux États-Unis, comme presque partout ailleurs, « tex-mex » est un adjectif qui s'applique d'abord à la restauration et à la cuisine et qui désigne un plat d'inspiration texane ou mexicaine (cf. cuisine tex-mex). Par mimétisme, il a été étendu à d'autres domaines comme la décoration ou la musique.
Dans les années 1980, sous l'impulsion d'artistes comme Peter Gabriel ou Ry Cooder, et à cause des succès que rencontraient des artistes comme Johnny Clegg, Mory Kanté, Ofra Haza, ou Youssou N'Dour, les multinationales du disque ont créé le concept marketing de « musiques du monde », et créé des départements ou des filiales spécialisées dans la promotion de ce type de musique. L'inclusion dans ce domaine des musiques que l'on appelait, aux États-Unis, jusqu'aux années 1960, « musiques ethniques », comme la musique cadienne, le Zarico, la musique hawaïenne ou la musique amérindienne, a paru naturel.
Le concept a peiné, parmi les nombreuses critiques que l'on peut lui adresser, à décrire les musiques portées par l'immigration et les genres musicaux comme la polka (en) ou le boléro dont la popularité, les variantes et les adaptations ont dépassé des limites que l'on pourrait légitimement considérer comme ethniques.

## Histoire

### Héritage de la période coloniale espagnole

#### Peuplement hispanique du Texas
Le peuplement des rives du Rio Grande, après la conquête de la région par les Espagnols au XVIe siècle a été en grande partie constitué en sédentarisant des tribus amérindiennes de la confédération des Hasinais que les colonisateurs nommaient « Teshas ». Au Moyen Âge, la lettre « x », en espagnol, servait à noter un son comparable à celui du sh de l'anglais ou du ch du français actuel. Au XVIIIe siècle, la prononciation du  « x » a évolué vers  /j/, mais la graphie et parfois la prononciation des toponymes, notamment ceux qui proviennent des langues Nahuatl, ont conservé la graphie et la prononciation d'origine que l'Académie royale espagnole recommande néanmoins de prononcer /j/. « Texas » et « Tejano » proviennent en réalité d'un même mot dont la graphie a été figée de manière différente dans diverses langues.
Les amérindiens ne constituent néanmoins pas la seule origine des habitants. Craignant l'avancée des Français en Louisiane, la couronne d'Espagne et les autorités qui la représentaient outre-atlantique, ont cherché à encourager l'installation de colons et à diversifier leur recrutement. En mars 1730, par exemple, dix familles originaires de Lanzarote, embarquent à Santa Cruz de Tenerife sur le navire Nuestra Señora de la Trinidad y del Rosario. Elles atteignent en mars 1731, la province que la couronne d'Espagne nomme « Nuevo Reino de Filipinas », et créent, dans une région située entre le Rio San Antonio et le ruisseau de San Pedro, la ville de San Fernando de Béxar, érigée en municipalité le 1er août 1731, dont le premier Alcade Juan Leal Goraz, né à Lanzarote, devient la première autorité civile du Texas espagnol. La couronne reconnait aux membres des familles fondatrices, la qualité d'hidalgo.
Au moment de l'indépendance du Mexique, en 1821, cette région formait une partie de l'État de Coahuila y Texas dont la partie nord est le Texas qui a alors pour capitale San Antonio,. En 1836, la province de Texas, composée de 23 municipalités dont beaucoup ont été créées à cette occasion, se sépare de la fédération mexicaine, pour constituer la république du Texas. La région est alors très peu peuplée et bien que les Hasinais avaient été décimés, notamment par les épidémies apportées par les colons, sa population de langue espagnole était principalement composée de « mestizos » qui devinrent des citoyens américains après le rattachement du Texas aux États-Unis, en 1845, et la reconnaissance de cette annexion par le Mexique au traité de Guadalupe Hidalgo en 1848.

#### Peuplement hispanique de Californie
À l'époque coloniale, la Haute-Californie est une lointaine possession dont la couronne espagnole ne se préoccupe qu'à partir du moment où l'empire russe commence à y établir des colonies. À partir de la seconde moitié du XVIIIe siècle, elle utilise le système des « presidios » (établissements militaires) et des missions (fondations religieuses destinées à évangéliser les habitants autochtones) pour contrôler le territoire.
La Haute-Californie finit par être dotée de 21 missions.

### Tournant des années 1990 à 2010
Les tableaux ci-dessous illustrent plus qu'ils n'expliquent l'évolution de la population de langue espagnole aux États-Unis. Ils mettent en évidence le fort impact de l'immigration des travailleurs mexicains aux États-Unis qui a pour effet de relativiser le poids des minorités de langue espagnole anciennes. Il convient toutefois de les interpréter avec prudence, et non pas en termes de flux.
Pendant la seconde moitié du XIXe siècle, et pour autant que l'on peut considérer complets les chiffres du  « U.S Department of Homeland Security » au cours de cette période, et malgré la situation de crise politique permanente jusqu'en 1880, l'immigration mexicaine aux États-Unis est un phénomène marginal. Pendant la première moitié du XXe siècle, l'immigration des Mexicains est surtout une conséquence de la crise engendrée par les violences de la révolution mexicaine. Elle subit un arrêt brutal, comme toutes les immigrations, lors de la Grande dépression. Pendant la seconde moitié du XXe siècle, l'immigration des Mexicains découle essentiellement de la crise économique et politique qui devient évidente au milieu des années 1970.

## Artistes et groupes notables
Ils comprennent notamment Selena Quintanilla, Intocable, La Mafia, Jay Perez, Emilio Navaira, A.B. Quintanilla, Kumbia Kings, et Sunny and the Sunglows.